# جون هيلتون
جون هيلتون (22 مايو 1792 - ) (بالإنجليزية: John Hilton)‏ هو لاعب كريكت بريطاني.